# Abraham Touchier
Abraham Touchier, född på 1600-talet, död 1725, var en svensk rådman och riksdagsman.

## Biografi
Abraham Touchier föddes på 1600-talet. Han arbetade som rådman i Piteå stad och var riksdagsledamot för borgarståndet i Piteå vid riksdagen 1697, riksdagen 1713–1714 och riksdagen 1719. Touchier avled 1725.